# Брезово Полє (Глина)
Брезово Полє (хорв. Brezovo Polje) — населений пункт у Хорватії, у Сисацько-Мославинській жупанії у складі міста Глина.

## Населення
Населення за даними перепису 2011 року становило 24 осіб.
Динаміка чисельності населення поселення:

## Клімат
Середня річна температура становить 10,32 °C, середня максимальна – 24,02 °C, а середня мінімальна – -5,34 °C. Середня річна кількість опадів – 1148 мм.
| Клімат поселення                              | Клімат поселення | Клімат поселення | Клімат поселення | Клімат поселення | Клімат поселення | Клімат поселення | Клімат поселення | Клімат поселення | Клімат поселення | Клімат поселення | Клімат поселення | Клімат поселення | Клімат поселення |
| Показник                                      | Січ.             | Лют.             | Бер.             | Квіт.            | Трав.            | Черв.            | Лип.             | Серп.            | Вер.             | Жовт.            | Лист.            | Груд.            |                  |
| Середній максимум, °C                         | 7,32             | 8,31             | 12,37            | 16,20            | 20,81            | 24,02            | 22,88            | 22,48            | 19,00            | 14,62            | 8,84             | 5,30             |                  |
| Середня температура, °C                       | 0,99             | 1,99             | 6,03             | 9,86             | 14,48            | 17,69            | 19,48            | 19,09            | 15,63            | 11,23            | 5,46             | 1,92             |                  |
| Середній мінімум, °C                          | −5,34            | −4,33            | −0,29            | 3,54             | 8,17             | 11,37            | 16,12            | 15,70            | 12,25            | 7,85             | 2,07             | −1,46            |                  |
| Норма опадів, мм                              | 71               | 72               | 82               | 98               | 98               | 105              | 99               | 98               | 105              | 107              | 119              | 94               |                  |
| Середньомісячна швидкість вітру, м/с          | 1.73             | 1.85             | 2.21             | 2.14             | 1.96             | 1.75             | 1.72             | 1.62             | 1.62             | 1.73             | 1.80             | 1.83             |                  |
| Середньомісячна сонячна радіація, кДж/м²·день | 4420             | 7144             | 10717            | 15114            | 19227            | 21271            | 22501            | 19508            | 14448            | 9240             | 4884             | 3658             |                  |
| --------------------------------------------- | ---------------- | ---------------- | ---------------- | ---------------- | ---------------- | ---------------- | ---------------- | ---------------- | ---------------- | ---------------- | ---------------- | ---------------- | ---------------- |
| Джерело:                                      |                  |                  |                  |                  |                  |                  |                  |                  |                  |                  |                  |                  |                  |